# ウィリアム・ホヴェル

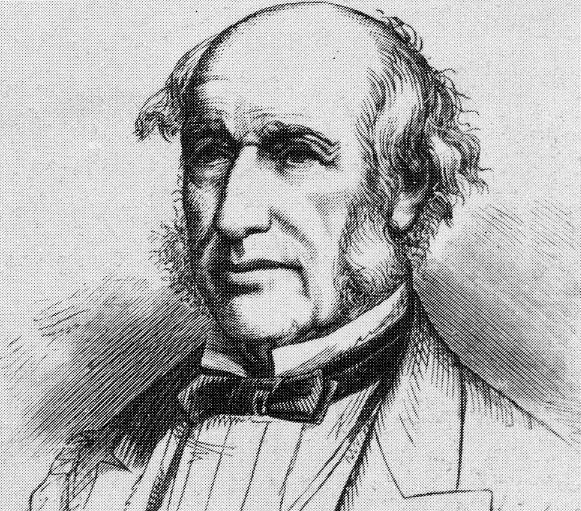

ウィリアム・ヒルトン・ホヴェル(William Hilton Hovell, 1786年4月26日 - 1875年11月9日)は、オーストラリアを探検したイギリス人探検家。

## 経歴
イングランドのヤーマスに生まれる。
王立海軍の船長として、ニューサウスウェールズに植民。
1824年、NSW総督 サー・トーマス・ブリスベンはホヴェルに、ハミルトン・ヒュームと共にニューサウスウェールズ南部と、ヴィクトリアの探索を命令した。後に2人はコライオ湾を発見した。